# Ennumet
Ennumet (auch: Enemaato To, Enemāto-tō, Enmat Island, Enymat) ist eine Insel des Kwajalein-Atolls in der Ralik-Kette im ozeanischen Staat der Marshallinseln (RMI).

## Geographie
Das Motu liegt im südwestlichen Saum des Atolls an der Nell Passage zwischen Jakeru im Westen und Jiee im Osten. An der Nell Passage liegen zwei weiteren Inseln, die zum Inneren der Lagune hin versetzt sind: Bikennel und Eneruo.
Am Ostende der Insel liegt der Heilige Ort Enmat.

## Klima
Das Klima ist tropisch heiß, wird jedoch von ständig wehenden Winden gemäßigt. Ebenso wie die anderen Orte der Kwajalein-Gruppe wird Ennumet gelegentlich von Zyklonen heimgesucht.